# (466335) 2013 RF27
(466335) 2013 RF27 es un asteroide perteneciente al cinturón de asteroides, descubierto el 25 de abril de 2007 por el equipo Spacewatch desde el Observatorio Nacional de Kitt Peak (Arizona, Estados Unidos).